# 山本高稔
山本 高稔（やまもと たかとし、1952年10月20日 - ）は、日本の証券アナリスト。モルガン・スタンレー証券東京支店副会長、UBS証券会社副会長等を歴任した。

## 人物・経歴
三重県生まれ。1975年神戸商科大学（現兵庫県立大学）商経学部卒業、野村総合研究所入社。1989年モルガン・スタンレー証券入社。モルガン・スタンレー証券調査部長を経て、1995年モルガン・スタンレー証券マネージングディレクター。1999年モルガン・スタンレー証券東京支店マネージングディレクター兼副会長。2005年UBS証券会社マネージングディレクター兼副会長。2009年カシオ計算機常務取締役。2011年カシオ計算機顧問。2012年富士重工業監査役。2013年東京エレクトロン監査役。2016年日立製作所取締役。2018年アルプス電気取締役。2019年村田製作所取締役。2020年村田製作所取締役（監査等委員）。2021年Value Reporting Foundationディレクター。アナリストとして著名で、日経アナリストランキング企業総合部門1位を獲得するなどした。